# Cádi Zada Arrumi
Cádi Zada Arrumi (Qāḍī Zāda al-Rūmī}}; 1364 em Bursa, Império otomano – 1436 em Samarcanda, Pérsia), cujo nome real era Saladino Muça Paxá (qāḍī zāda significa "filho do juiz" e Arrumi "o romano", indicando que ele veio da Ásia Menor, que uma vez foi romano), foi um astrônomo e matemático turco que trabalhou no observatório de Samarcanda. Ele calculou o seno de 1° com uma precisão de 10−12.
Junto a Ulugue Begue, Alcaxi e alguns outros astrônomos Cádi Zada produziu o Zij-i-Sultani, o primeiro catálogo estelar abrangente desde Zij-i Ilkhani do observatório de Maragheh dois séculos mais cedo. O Zij-i Sultani continha as posições de 992 estrelas.

## Seus trabalhos
- Sharh al-Mulakhkhas (Comentário sobre o compêndio de Jaghmini sobre a ciência da astronomia);
- Sharh Ashkal al-Ta'sis (Comentário sobre a aritmética de Samarkandi).

## Leitura aprofundada
- Adivar, A. (1943). Osmanli Türklarinde Ilim. Istambul: [s.n.];
- Ataev, U. (1972). «The commentary of Kazi-zade ar-Rumi on the astronomical treatise of Nasir ad-Din at-Tusi». Questions on the historia of mathematics and astronomy I. Trudy Samarkand. Gos. Univ. (N.S.) Vyp. (em russo). 229: 124–127;
- Dilgan, H. (1970–1980). «Qāḍī Zāda al-Rūmī». Dictionary of Scientific Biography. New York: Charles Scribner's Sons. ISBN 978-0-684-10114-9;
- O'Connor, John J.; Robertson, Edmund F., «Qadi Zada al-Rumi», MacTutor History of Mathematics archive (em inglês), Universidade de St. Andrews;
- Pasaev, Z. A. (1972). «The commentary of Kazi-zade ar-Rumi on the astronomical treatise of al-Djagmini (a brief survey)». Questions on differential equations, number theoria, algebra and geometry. Trudy Samarkand. Gos. Univ. (N.S.) Vyp. (em russo). 202: 202–204;
- Rozenfel'd, B. A.; A. P. Yushkevich (1960). «The treatise of Qadi Zada al-Rumi on the determination of the sine of one degree». Istor.-Mat. Issled. (em russo). 13: 33–538 ;
- Rozenfel'd, B. A.; A. P. Yushkevich (1960). «Notes on a treatise of Qadi Zada al-Rumi». Istor.-Mat. Issled. (em russo). 13: 552–556 .